# CLO 15
De CLO 15 is een eenmalige canon van de christelijke literatuur. Deze werd samengesteld door het Christelijk Literair Overleg (CLO), een organisatie die romans vanuit een christelijk perspectief wil stimuleren. De canon werd maart 2012 gepresenteerd in het magazine cv·koers en bevat 15 romans; dat aantal werd gekozen omdat het CLO bij de presentatie zoveel jaren bestond. Er werd vooral geselecteerd op literaire kwaliteit. Ook moesten de romans nog verkrijgbaar zijn en moest de diversiteit van de christelijke literatuur zichtbaar worden. In chronologische volgorde bestaat de CLO 15 uit:
1. Bé Nijenhuis, De Tornado, 1956
2. Maria Rosseels, Dood van een non, 1967
3. Frans Kellendonk, Mystiek Lichaam, 1986
4. Joke Verweerd, De Wintertuin, 1995
5. Pieter Nouwen, Het negende uur, 1997
6. Robert Haasnoot, Waanzee, 1999
7. Vonne van der Meer, Eilandgasten, 1999
8. Louis Krüger, Wederkomst, 2001
9. Willem Jan Otten, Specht en zoon, 2004
10. Marianne Witvliet, Kind van het water, 2008
11. Janne IJmker, Achtendertig nachten, 2008
12. Frans Verbaas, Heilig vuur, 2009
13. Mance ter Andere, Jij, 2010
14. Els Florijn, Het meisje dat verdween, 2010
15. Rick de Gier, Nineve, 2011

## CLO-Byblos Literatuurprijs
De CLO-Byblos Literatuurprijs is een tweejaarlijkse prijs, georganiseerd door CLO en Byblos, om auteurs voor het voetlicht brengen die het christelijk geloof een rol van betekenis geven in hun literaire werk. De winnaars waren achtereenvolgens:
- 2014 Stevo Akkerman, Donderdagmiddagdochter
- 2016 Vonne van der Meer, Winter in Gloster Huis
- 2018 Johan Lock, De erfenis van Adriaan
- 2020 Machteld Siegmann, De kaalvreter